# ACF Brescia
Die Associazione Calcio Femminile Brescia Calcio Femminile Società Sportiva Dilettantistica, kurz ACF Brescia ist ein italienischer Frauenfußballverein aus Capriolo, in der Lombardei, rund 25 km von Brescia entfernt. Die Vereinsfarben sind blau und weiß. Der Verein wurde 1985 gegründet und spielte bis zur Saison 2018/19 in der Serie A.
Im Juni 2018 wurde bekannt gegeben, dass die AC Mailand die Spiellizenz der Serie A von Brescia gekauft hat und ab der Saison 2018/19 mit einem eigenen, neuen Frauenfußballteam deren Platz einnimmt.
Danach startete der Verein in der viertklassigen Liga Eccellenza, stieg aber bereits zwei Jahre später wieder in die Serie B auf.

## Erfolge
Vereinserfolge
- Italienische Meisterschaft (2): 2013/14, 2015/16
- Italienischer Pokal (3): 2011/12, 2014/15, 2015/16
- Italienischer Superpokal (4): 2014, 2015, 2016, 2017
- Italienische Zweitligameisterschaft: 2008/09

Individuelle Auszeichnungen (Auswahl)
- Italiens Fußballerin des Jahres: Barbara Bonansea (2016)
- Torschützenkönigin der Serie A (2): Daniela Sabatino (2010/11; 26 Tore), Valentina Giacinti (2017/18; 21 Tore)
- Trainer/Trainerin des Jahres der Serie A (4): Milena Bertolini (2013/14, 2014/15, 2015/16), Gianpiero Piovani (2017/18)

## Statistik

### Ligazugehörigkeit seit 1995
- 1995–1997: Serie Provinciale (V)
- 1997–2004: Serie Regionale/Serie C (IV)
- 2004–2005: Serie B (III)
- 2005–2006: Serie A2 (II)
- 2006–2007: Serie B (III)
- 2007–2009: Serie A2 (II)
- 2009–2018: Serie A (I)
- Juni 2018: Übergabe der Startlizenz an die AC Mailand.[2]
- 2018–2019: Eccellenza (IV)
- 2019–2020: Serie C (III)
- seit 2020: Serie B (II)

### Pokalstatistik

#### Finalteilnahmen im Pokal
| 2012 | ACF Brescia | 3:2 n. V. | ASD Napoli Calcio           |
| 2015 | ACF Brescia | 4:0       | UPC Graphistudio Tavagnacco |
| 2016 | ACF Brescia | 2:1       | ASD AGSM Verona Calcio      |
| 2017 | ACF Brescia | 0:1       | AC Florenz                  |
| 2018 | AC Florenz  | 3:1       | ACF Brescia                 |

#### Finalteilnahmen im Superpokal
| 2012 | ASD Torres Calcio      | 2:1         | ACF Brescia                 |
| 2014 | ACF Brescia            | 05:4 n. E.0 | UPC Graphistudio Tavagnacco |
| 2015 | ASD AGSM Verona Calcio | 2:3 n. E.   | ACF Brescia                 |
| 2016 | ACF Brescia            | 2:0         | ASD AGSM Verona Calcio      |
| 2017 | AC Florenz             | 1:4         | ACF Brescia                 |

### Europapokalstatistik
| Saison  | Wettbewerb                    | Runde             | Gegner           | Gesamt    | Hin     | Rück    |
| ------- | ----------------------------- | ----------------- | ---------------- | --------- | ------- | ------- |
| 2014/15 | UEFA Women’s Champions League | Sechzehntelfinale | Olympique Lyon   | 0:14      | 0:5 (H) | 0:9 (A) |
| 2015/16 | UEFA Women’s Champions League | Sechzehntelfinale | FC Liverpool     | 2:0       | 1:0 (H) | 1:0 (A) |
| 2015/16 | UEFA Women’s Champions League | Achtelfinale      | Fortuna Hjørring | 2:1       | 1:0 (H) | 1:1 (A) |
| 2015/16 | UEFA Women’s Champions League | Viertelfinale     | VfL Wolfsburg    | 0:6       | 0:3 (A) | 0:3 (H) |
| 2016/17 | UEFA Women’s Champions League | Sechzehntelfinale | Medyk Konin      | (a)6:6(a) | 3:4 (A) | 3:2 (H) |
| 2016/17 | UEFA Women’s Champions League | Achtelfinale      | Fortuna Hjørring | 1:4       | 0:1 (H) | 1:3 (A) |
| 2017/18 | UEFA Women’s Champions League | Sechzehntelfinale | Ajax Amsterdam   | 2:1       | 0:1 (A) | 2:0 (H) |
| 2017/18 | UEFA Women’s Champions League | Achtelfinale      | HSC Montpellier  | 2:9       | 2:3 (A) | 0:6 (H) |

Gesamtbilanz: 16 Spiele, 5 Siege, 1 Unentschieden, 10 Niederlagen, 15:41 Tore (Tordifferenz −26)

## Spielerinnen
→ Auswahl aktueller und ehemaliger Spielerinnen, siehe: Fußballspieler (ACF Brescia)